# Alejandro Zevallos
Alejandro Zevallos (Mala, 20 de abril de 1943) es un exfutbolista peruano. Jugó como centro delantero, participando en clubes de Perú y México.
Comenzó su carrera en Centro Iqueño a inicios de la década de 1960, específicamente 1962 y 1963. En 1964 fue contratado por el Deportivo Toluca de la Primera División de México, saliendo goleador del equipo en su primera temporada, fue campeón de liga en la campaña 1966/67.
A mediados de 1967, regresa a Perú y es contratado por el Club Octavio Espinosa, de Ica, donde jugaría campaña y media, en 1969 se va transferido al Carlos A. Mannucci de Trujillo. Finalmente en 1971 le pone fin a su carrera vistiendo la camisa del Club Octavio Espinosa.

## Clubes
| Club               | País   | Año       |
| ------------------ | ------ | --------- |
| Centro Iqueño      | Perú   | 1962-1964 |
| Deportivo Toluca   | México | 1964-1967 |
| Octavio Espinosa   | Perú   | 1967-1968 |
| Carlos A. Mannucci | Perú   | 1969      |
| Sport Boys         | Perú   | 1970      |
| Octavio Espinosa   | Perú   | 1971      |

## Palmarés
| Título           | Club               | País   | Año     |
| ---------------- | ------------------ | ------ | ------- |
| Primera División | Deportivo Toluca   | México | 1966-67 |
| Copa Perú        | Carlos A. Mannucci | Perú   | 1969    |